# 西溝口城
西溝口城（にしみぞぐちじょう）は、愛知県稲沢市にあった日本の城（平城）。

## 歴史
溝口勝政が、応永年間（1394年 - 1428年）に築城した。溝口氏は承久の乱（1221年）の際の戦功を認められ、美濃国山県郡大桑の領地をもらった。それ以後はそこに住んでいたが、応永年間にここ溝口村に移り住んだ。後に織田氏に仕え、溝口村を支配するようになった。

## 規模
東西約72.5メートル、南北約47.3メートル

## 現在
現在は宅地になっており、成願寺に石碑があるだけである。

## 所在地
愛知県稲沢市西溝口町坪之内、城山